# Carlos Spottorno
Carlos Spottorno, né à Budapest en 1971, est un photojournaliste espagnol.
Il a reçu le prix World Press Photo en 2002 dans la catégorie « Nature », et le troisième prix du même concours en 2015 dans la catégorie « court métrage » (Short Feature) avec le documentaire « Aux portes de l'Europe ».
Ce récit d'une opération de sauvetage de migrants en mer est issu d'un projet du grand reporter Guillermo Abril pour une série de reportages pour El País Semanal sur trois ou quatre points chauds des frontières de l’Union européenne.
Ce reportage sur les migrants qui a duré trois ans a abouti en 2017 à la parution d'un album de bande photo-dessinée, La Fissure

## Filmographie
- Court métrage At the Gates of Europe primé par le World Press Photo en 2015